# Антропов Лев Іванович
Лев Іванович Антропов (30 вересня 1913, Берлін — 8 липня 1994) — український електрохімік, доктор хімічних наук, професор, член-кореспондент АН УРСР.

## Біографія
Народився 30 вересня 1913 року в Берліні в родині службовця. У 1936 році закінчив Уральський індустріальний інститут у Свердловську, де працював до 1940 року. Наукову діяльність почав в студентські роки, коли під керівництвом професора О. О. Єсіна провів дослідження кінетики осадження і розчинення міді, результати яких були опубліковані в центральних журналах країни. Тоді ж він був залучений і до педагогічної діяльності як позаштатний асистент кафедри електрохімії.
У 1940—1948 роках завідував кафедрами електрохімії, фізичної та колоїдної хімії Єреванського політехнічного інституту, в 1948—1960 роках — Кафедрою технології електрохімічних виробництв Новочеркаського політехнічного інституту, де був також деканом хіміко-технологічного факультету. Докторську дисертацію захистив у 1945 році. У ці роки основним напрямком його наукових робіт було виявлення ролі заряду поверхні металу в адсорбційних явищах. Розвинені уявлення лягли в основу теорії впливу поверхнево-активних речовин на процеси корозії і електроосадження металів.
З 1957 по 1960 рік працював в Індії як експерт ЮНЕСКО. Він організував у Бомбейському технологічному інституті кафедру електрохімії, вів науково-дослідну роботу в галузі захисту металів від корозії. У цей період їм вперше було встановлено зв'язок між адсорбцією поверхнево-активних речовин на ртуті та їх дію на корозію, контактне та електрохімічне осадження металів. Запропонована ним і названа згодом його ім'ям Шкала потенціалів отримала міжнародне визнання і широко використовується в різних галузях теоретичної та прикладної електрохімії, в тому числі при електроосадженні металів у гальванотехніці і гідрометалургії. Роботи цього періоду принесли Л. І. Антропову широку популярність і визнання як одного з провідних електрохіміків світу.
З 1960 по 1986 рік завідував кафедрою технології електрохімічних виробництв Київського політехнічного інституту, в 1962 році створив при КПІ проблемну лабораторію інгібіторів кислотної корозії, а з 1986 року працював професором — консультантом цієї ж кафедри. У ці роки розширювався коло наукових інтересів вченого, і була створена київська електрохімічна школа. Велике практичне значення мали розробки корозійно-вимірювальної техніки, синтез нових ефективних інгібіторів корозії. Під керівництвом Л. І. Антропова кафедра електрохімічних виробництв КПІ стала в цей період головною організацією серед країн — членів РЕВ з проблеми інгібіторного захисту металів від корозії.
Помер 8 липня 1994 року.

## Наукова діяльність
Л. І. Антропов був відомий як висококваліфікований педагог, лектор. У числі його учнів два академіки та два члена-кореспондента АН СРСР, 10 докторів наук і понад 50 кандидатів наук.
Написаний ним підручник «Теоретична електрохімія», який є одним з основних підручників вузів, видавався чотири рази російською мовою, двічі — англійською, по одному разу угорською, французькою, українською мовами.
Він є автором близько 400 наукових публікацій і патентів, серед яких монографії:
- «Інгібітори корозії металів» (1981);
- «Композиційні електрохімічні покриття» (1986);
- «Шкала потенціалів та її використання при вивченні електрохімічних реакцій» (1965).

## Відзнаки, пам'ять

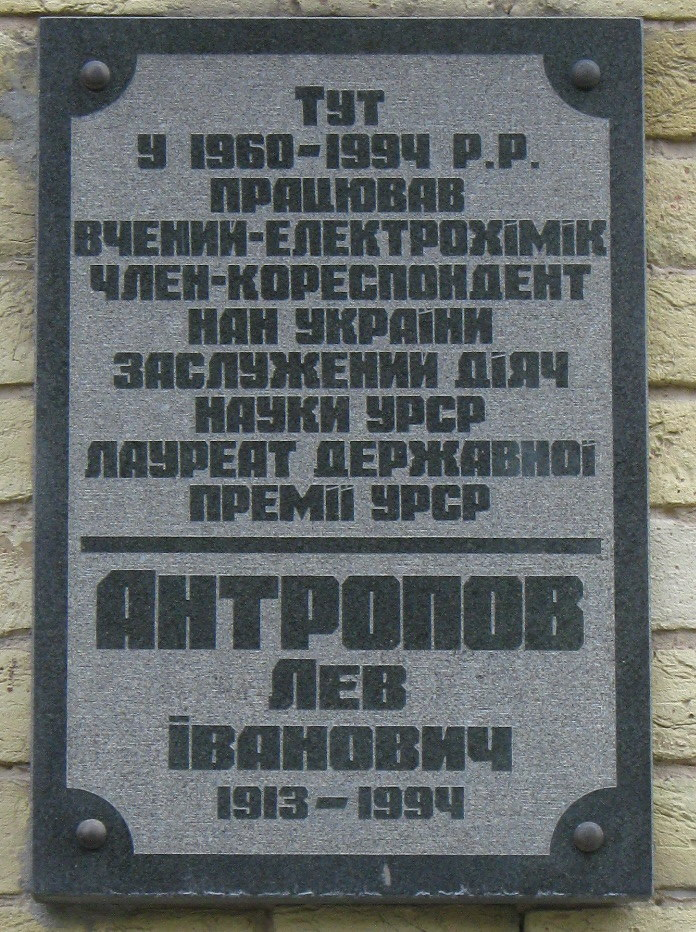
меморіальна дошка

Нагороджений орденами «Знак пошани» та Трудового Червоного Прапора, медалями.
Удостоєний звання заслуженого діяча науки УРСР (1977), Державної премії УРСР (1977), премії імені Л. В. Писаржевського (1992).
На стіні хіміко-технологічного факультету КПІ встановлена гранітна меморіальна дошка на честь професора Лева Антропова.